# Alfred Giner i Sorolla
Alfred Giner i Sorolla (Vinaròs, Baix Maestrat, 23 de setembre de 1919 - 8 de febrer de 2005) fou un farmacòleg, assagista i poeta valencià en llengua catalana, que va desenvolupar la seva carrera professional als Estats Units.

## Biografia
Va estudiar el batxillerat a l'institut que es va inaugurar a Benicarló durant la segona República i hi anava diàriament en bicicleta des del seu poble. Va estudiar ciències químiques a la Universitat de València, on es va llicenciar el 1944, i després va estudiar farmàcia a la Universitat de Madrid. Va fer el doctorat en farmàcia a la Universitat de Barcelona sobre la tuberculosi, en uns anys en què hi havia una gran incidència d'aquella malaltia, però va haver de llegir la tesi a la Universitat de Madrid, que fins a 1954, era l'única universitat espanyola que conferia el títol de doctor. Per aquest motiu, l'original de la tesi de Giner Sorolla es conserva a la biblioteca de la Universitat Complutense de Madrid (nom actual de l'antiga Universitat de Madrid). El 1958 va obtenir un altre doctorat, en bioquímica, a la Universitat Cornell de l'estat nord-americà de Nova York.
Va treballar a l'Institut de Recerca Oncològica Sloan-Kettering, a la ciutat de Nova York, dirigit actualment per Joan Massagué. També va fer una estada de dos anys (1960-1962) a Anglaterra, a la Universitat de Cambridge, i va acabar la seva carrera professional com a investigador de la secció d'immunofarmacologia de la Universitat del Sud de Florida, a Tampa (Florida), on va ser també professor.
Alfred Giner i Sorolla era un assidu participant a la Universitat Catalana d'Estiu, que el 1998 li va concedir el premi Canigó, que s'atorga a persones o entitats amb una trajectòria destacada en la relació cultural, cívica, científica o política entre els Països Catalans. Sempre que podia, participava també en els Congressos de Metges i Biòlegs de Llengua Catalana, i en va ser president d'Honor en la 17a edició (València, 2004), tot i que no hi va poder participar personalment perquè la seva salut no li ho va permetre (va morir pocs mesos després). El 1996 va ser nomenat doctor honoris causa de la Universitat Jaume I de Castelló.
Entre les seves aficions, destacaven l'observació del firmament i anar al camp a recollir fòssils.
Després de la seva jubilació Giner va tornar a residir a Vinaròs, a la casa familiar de la plaça Sant Antoni, on va morir el 8 de febrer de 2005. La cerimònia de comiat va fer-se a la sala de plens de l'Ajuntament de Vinaròs i l'alcalde d'aquesta població, Javier Balada, va definir-lo «com una de les personalitats més insignes que ha donat Vinaròs durant el segle xx». Des de la seva tornada a Vinaròs, Giner va participar activament en la vida cultural del seu poble. Va influir en la creació de l'Editorial Antinea per part de Paco Castell, vinarossenc que tenia una empresa familiar d'arts gràfiques. L'actual director de l'editorial, Pablo Castell (fill del fundador) va dir que la mort d'Alfred Sorolla va ser un moment molt difícil per a l'editorial, perquè per a ells era «un combustible espiritual» i autor dels primers llibres en serio que hi van fer. L'associació Maestrat Viu, que, des de 2014, atorga anualment uns premis per reconèixer l'esforç de persones i col·lectius o entitats del Maestrat que han destacat per tasques realitzades en l'àmbit de la divulgació i la promoció de la llengua i cultura valencianes, va donar el nom d'Alfred Giner Sorolla a un premi que reconeix la iniciativa més destacada duta a terme individualment.

## Recerca
La seva primera recerca, per a la tesi doctoral, que va dirigir-li el professor Del Pozo Ojeda, catedràtic de la Facultat de Farmàcia de la Universitat de Barcelona, tractava de l'obtenció de la tioacetazona, un medicament que avui dia encara s'empra en països en vies de desenvolupament per tractar la forma clàssica de la tuberculosi, que no presenta resistència als antibiòtics. A la Universitat Cornell va iniciar-se en l'estudi del tractament químic dels tumors. A l'Institut de Recerca Oncològica Sloan-Kettering, la seva recerca va centrar-se en el disseny, síntesi i desenvolupament de compostos candidats a promoure una resposta immunitària contra el càncer. Resultat de la seva recerca són algunes patents de compostos immunopotenciadors, amb activitat antivírica i antileucèmica. Des de 1982, a la Universitat del Sud de Florida, va continuar aquest línia de recerca. Fou considerat un expert en el camp de prevenció del càncer.

## Assaig i divulgació
Va reunir els seus articles i assaigs sobre temes científics i culturals en alguns llibres. A Un nou gènesi (Edicions 62,1983) tracta de l'evolució històrica de la cosmologia, les creences i teories sobre l'origen de la vida, les conseqüències de l'avenç de la ciència, i unes reflexions finals sobre la recerca científica. El llibre duia un pròleg del bioquímic lleidatà Joan Oró, amb qui havia fet algun treball de recerca que enllaçava l'estudi de l'origen de la vida amb l'estudi de l'origen del càncer. Els fets dels temps (Antinea, 1997) era una recopilació d'articles de divulgació. Orígenes. Del big bang al tercer milenio (amb Mercè Piqueras; Antinea, 2000) està basat en el llibre de 1983, amb una actualització del coneixement sobre l'origen i evolució de la vida. Quan va morir, Giner estava treballant en la preparació d'un altre llibre, Arran de mar. L'escala de la incertesa (Onada ed., 2005), un recull de converses i exposicions didàctiques que va publicar-se pòstumament.

## Obra poètica
Va publicar cinc reculls de poesia, dels quals destaquen Dol duen les flames (1972), prologat per Joan Fuster, i Amunt i avall (1980). Josep M. San Abdón, que ha analitzat amb profunditat l'obra poètica de Giner i Sorolla, diu que el seu món poètic es desenvolupa en sis espais: Vinaròs, el Maestrat, els Països Catalans, la mar Mediterrània, els Estats Units i l'Univers. El primer llibre de poemes, Dol duen les flames, va publicar-se el 1972, quan l'autor tenia ja més de cinquanta anys, tot i que inclou els seus primers poemes, escrits el 1938. El subtitulà Recull de laments per la terra trencada i són les impressions del Giner adolescent sobre una guerra que ell anomenava «incivil», en la qual va perdre un bon amic quan el 9 d'abril de 1938 l'aviació de Franco va bombardejar Vinaròs. El 1995 va publicar Galàxies, un recull de poemes dedicats a l'Univers, sobre els quals ell mateix escriu en el pròleg que són «composicions escrites a la maduresa, on s'ajunta el sentiment de nostàlgia amb una actitud de serena perplexitat davant la contingent existència de l'home».